# Slawny (Tula)
Slawny (russisch Сла́вный) ist eine Siedlung städtischen Typs in der Oblast Tula in Russland mit 1862 Einwohnern (Stand 14. Oktober 2010).

## Geographie
Der Ort liegt gut 100 km Luftlinie südwestlich des Oblastverwaltungszentrums Tula gut 10 km von der Grenze zur Oblast Orjol entfernt, unweit des linken Ufers des Oka-Nebenflusses Ista.
Slawny bildet als dessen einzige Ortschaft den gleichnamigen Stadtkreis.

## Geschichte
Der Ort wurde 1961 als geheime Militärsiedlung bei einem Kernwaffenlager der Sowjetischen Armee und trug in Folge den Tarnnamen Tula-50. 1998 wurden das Lager und die zugehörige Einheit aufgelöst und die Siedlung zum 9. Februar 1998 der Verwaltung des Arsenjewski rajon mit Sitz im 25 km nordöstlich gelegenen Arsenjewo unterstellt.
Zum 16. November 2008 wurde Slawny mit dem umliegenden Territorium als eigenständiger Stadtkreis aus dem Rajon ausgegliedert, und der Ort selbst erhielt den Status einer Siedlung städtischen Typs. Am 8. Dezember 2008 erhielt der Ort nach dem früheren Rufzeichen der dortigen Einheit seinen heutigen Namen, der im Russischen für „ruhmreich“ steht, womit das Ergebnis eines lokalen Referendums von Juni 2006 bestätigt wurde.

## Verkehr
Nordöstlich an der Siedlung vorbei führt die Regionalstraße 70K-039 vom nördlich benachbarten Rajonzentrum Arsenjewo zur 25 km südöstlich von Slawny verlaufenden föderalen Fernstraße M2 bei Tschern.
Slawny war Endpunkt einer mittlerweile stillgelegten Eisenbahnstrecke nur für Güterverkehr, die westlich von Arsenjewo von der Strecke Ranenburg – Suchinitschi – Smolensk abzweigte.